# Larbi El Hadi
Larbi El Hadi né le 27 mai 1961 à Belcourt (aujourd'hui Belouizdad, en Algérie) est un footballeur international algérien, qui évoluait au poste de gardien de but.
Larbi El Hadi était surnommé le "Guépard" pour ses détentes à l’horizontale. 
Il compte 40 sélections en équipe nationale entre 1982 et 1989.

## Biographie

### Carrière en sélection
Avec l'équipe d'Algérie, il dispute 15 matchs (pour aucun but inscrit) entre 1982 et 1989. Il fait notamment partie du groupe de 23 joueurs retenu pour disputer la coupe du monde de 1986 puis la CAN de 1990.

## Palmarès

### En club
JS Kabylie
- Vainqueur de la Coupe d'Afrique des clubs champions (1) :1990.
- Championnat d'Algérie :1990

### En Sélection
Algérie
- Vainqueur de la Coupe d'Afrique des Nations de 1990.
- Troisième aux Jeux panarabes 1985
- Vainqueur de la Coupe de l'independance d'Indonésie - Jakarta 1986